# Martina Accola
Martina Accola, née le 8 mars 1969 à Davos, est une skieuse alpine suisse. Spécialiste du slalom, elle a mis fin à sa carrière sportive en 1998, après avoir notamment participé deux fois aux Jeux olympiques (1994 et 1998), trois championnats du monde (1993, 1996 et 1997) et avoir concouru pendant sept saisons en Coupe du monde, parvenant à deux reprises à monter sur un podium. Elle a aussi remporté un slalom de Coupe d'Europe et trois médailles d’argent aux championnats de Suisse. Son frère, Paul Accola, était également skieur alpin.

## Biographie
Martina Accola a entamé sa carrière de slalomeuse en 1992. Elle a commencé par participer à la Coupe du monde de ski alpin à Crans-Montana. 
L'année suivante, en 1993, Martina prend part pour la première fois aux Championnats du monde à Morioka Shizukuishi et retente sa chance à la Coupe du monde à Åre.
L'année 1994 est symbole d'un progrès pour Martina Accola. Elle participe pour la première fois aux Jeux olympiques à Lillehammer et refait son entrée à la Coupe du monde à Vail. Elle remporte la médaille d'argent à la Coupe du monde FIS à Park City. Elle prend part quatre fois cette année à la Coupe Nor-Am.
En 1995, on revoit la sportive à la Coupe du monde à Bormio ainsi qu'à la Coupe du monde à Sankt Anton am Arlberg et à la course FIS à Leukerbad où elle remporte la médaille d'argent.
En 1996, Martina Accola figure à nouveau à la Coupe du monde à Kvitfjell, à la Coupe du monde à Garmisch-Partenkirchen, aux Championnats du monde à Sierra Nevada. Elle remporte aussi la médaille d'argent aux Championnats de Suisse à Melchsee-Frutt et la médaille d'or à la course FIS à Anzère.
En 1997, la skieuse finit 35e de la Coupe du monde à Vail et prend la 19e place aux Championnats du monde à Sestrières. Martina Accola grimpe enfin sur la dernière marche du podium à la Coupe du monde à Laax et décroche une médaille d'or, une d'argent et une deuxième d'or à la Coupe d'Europe (à Abetone et Annaberg). En course FIS, elle remporte la médaille d'argent et celle de bronze (à Jerzens et Parpan) ainsi qu'une médaille d'argent en plus aux Championnats de Suisse à Zinal.
Lors de sa dernière année de carrière sportive, en 1998, Martina Accola s'érige au septième rang des Jeux olympiques à Nagano. Sans trop de surprise, elle est présente à la manche de Coupe du monde de Crans-Montana et de Saalbach-Hinterglemm lors de laquelle elle se place 4e. Elle remporte pour la dernière fois la médaille d'argent aux Championnats de Suisse à Obersaxen.

## Palmarès

### Jeux olympiques d'hiver
| Épreuve / Édition   | Slalom |
| ------------------- | ------ |
| JO 1994 Lillehammer | 17e    |
| JO 1998 Nagano      | 7e     |

### Championnats du monde
| Épreuve / Édition           | Slalom |
| --------------------------- | ------ |
| Mondiaux 1993 Morioka       | 19e    |
| Mondiaux 1996 Sierra Nevada | 11e    |
| Mondiaux 1997 Sestrières    | 19e    |

### Coupe du monde
- Meilleur classement général : 22e en 1996.
- 2 podiums (en slalom).

| Année/Classement | Général    | Général | Slalom     | Slalom |
| Année/Classement | Classement | Points  | Classement | Points |
| ---------------- | ---------- | ------- | ---------- | ------ |
| 1991-1992        | 95e        | 22      | 43e        | 22     |
| 1992-1993        | 54e        | 109     | 16e        | 109    |
| 1993-1994        | 47e        | 157     | 17e        | 157    |
| 1994-1995        | 41e        | 155     | 12e        | 155    |
| 1995-1996        | 22e        | 346     | 7e         | 346    |
| 1996-1997        | 35e        | 217     | 10e        | 217    |
| 1997-1998        | 42e        | 171     | 14e        | 171    |